# Arville Harris
Arville Harris (* 1904 in St. Louis; † 1954) war ein US-amerikanischer Jazzmusiker (Saxophone, Klarinette).

## Leben und Wirken
Harris stammte aus einer musikalischen Familie; sein Bruder war der Geiger und Bandleader Jimmy Harris, seine Schwester Marie war Pianistin. Sein Bruder Leroy Harris (1916–2005) war ebenfalls Jazzmusiker. Zu Beginn seiner Karriere arbeitete er auf Flussdampfern in der Band von Hershal Brassfield und bei Bill Brown and the Brownies (1925–28). 1923 begleitete er mit Love Austin and Her Blues Serenaders die Bluessängerin Ida Cox. In den folgenden Jahren arbeitete er häufig mit Clarence Williams u. a. bei Aufnahmen mit Eva Taylor, Sara Martin, Katherine Henderson, ferner mit King Oliver (1928), Fats Waller/Eddie Condon („Minor Drag“) und Fletcher Henderson (1929). Ab 1931 war er Mitglied des Orchesters von Cab Calloway, dem er bis 1935 angehörte und auch in Europa tourte. In den folgenden Jahren arbeitete er u. a. mit Jack Butler (1935), LeRoy Smith, Claude Hopkins (sporadisch zwischen 1937 und 1939) und mit Maurice Rocco. In seinen letzten Lebensjahren leitete er eine eigene Band, die ein Engagement im New Yorker Majestic Ballroom  hatte. Im Bereich des Jazz war er zwischen 1923 und 1936 an 85 Aufnahmesessions beteiligt.